# Odontites viscosus subsp. australis
Odontites viscosus subsp. australis é uma subespécie de planta com flor pertencente à família Scrophulariaceae. 
A autoridade científica da subespécie é (Boiss.) Jahand. & Maire, tendo sido publicada em Cat. Pl. Maroc 691 (1934).

## Portugal
Trata-se de uma subespécie presente no território português, nomeadamente em Portugal Continental.
Em termos de naturalidade é nativa da região atrás indicada.

## Protecção
Não se encontra protegida por legislação portuguesa ou da Comunidade Europeia.